# Max Frintrop
Max Frintrop (* 1982 in Oberhausen) ist ein deutscher Künstler.

## Leben
Max Frintrop studierte von 2003 bis 2009 an der Kunstakademie Düsseldorf bei Albert Oehlen. Nachdem er 2009 Meisterschüler wurde, beendete er sein Studium mit dem Akademiebrief. Er lebt und arbeitet in Düsseldorf.

## Werke in Sammlungen
2019
- Ankauf des Kunstmuseums Bonn[2]

## Ausstellungen (Auswahl)
2017
- AplusB Galerie, Brescia, Italien: Mi par d’udir ancora[3]
- Kunstverein Heppenheim: Keine Welt[4]

2019
- Kunstmuseum Bonn, Museum Wiesbaden, Kunstsammlungen Chemnitz, Museum Gunzenhauser, Gruppenausstellung: Jetzt – Junge Malerei in Deutschland[5]

2020
- Berthold Pott Galerie, Köln: Pam Glick & Max Frintrop[6]
- Deichtorhallen Hamburg: Jetzt – Junge Malerei in Deutschland[7]

2021
- Berthold Pott Galerie, Köln: Ich bin ein Bild[1]

2022
- Galerie Albert Baronian, Knokke: Origin and Presence[8]
- Mies van der Rohe Haus, Berlin: An der Wand liegt der Raum gefaltet[9]
- Kunstmuseum Bonn, Neupräsentation der Sammlung[2]: Raum für Phantasievolle Aktionen

2023
- Zidoun-Bossuyt, Luxemburg, Luxemburg, kuratiert von Max Dax – gemeinsam mit Isa Genzken, Filip Markiewicz, Radenko Milak, Thomas Scheibitz, Bettina Scholz, Emil Schult and Henning Strassburger: I’m Not There, The Invisible Influx of Music on Art[10]
- Madison Gallery, San Diego, USA: You should be here[11] – Gruppenausstellung
- Johann König, Berlin: Places and Events[12] – Gruppenausstellung

2024
- Le Feuvre & Roze, Paris, NRW GROUP SHOW, artistes de Düsseldorf,[13] gemeinsam mit Antonia Rodrian, Jan Kolata, Lara Kaiser
- comma, Bratislava, kuratiert von Max Dax: Distorted Information[14]
- Madison Gallery, San Diego: UNCHARTED[15] gemeinsam mit Donald Martiny
- Berthold Pott Galerie, Köln: listen to this

2025
- Art Düsseldorf - Gruppenausstellung mit Manor Grunewald, Johanna von Monkiewitsch, Colin Penno, Benoit Platéus, Eva Roberts und Lucia Sotnikova[16]
- Zusammenarbeit mit Moritz Grossmann

## Videografie
- 2019: TV Ausschnitt der ARD Tagesthemen vom 18. September 2019 – Gruppenausstellung: Jetzt – Junge Malerei in Deutschland[5]
- 2024: IKS (Institut für Kunstdokumentation)[17] – Atelierbesuch im Studio Golzheim, Düsseldorf

## Publikationen
- Berthold Pott (Hrsg.), Max Frintrop: Ich will aus meinem Herzen keine Mördergrube machen. König, Köln 2016, ISBN 978-3-96098-019-3.
- Rising young artists to keep an eye on! DAAB Media, Köln 2011, ISBN 978-3-942597-03-6
- Moritz Grossmann Glashütte 2025, ART EDITION Max Frintrop[18]